# Almendral
Almendral es un municipio español, perteneciente a la provincia de Badajoz (comunidad autónoma de Extremadura).
La población en 2016 era de 1.282 habitantes según el INE.

## Situación
Integrado en la comarca de Llanos de Olivenza, se sitúa a 36 kilómetros de la capital provincial. El término municipal está atravesado por la carretera N-435, entre los pK 27 y 43, y por la carretera autonómica EX-105, que conecta con Valverde de Leganés y Torre de Miguel Sesmero. 
El relieve del municipio es prácticamente llano, salvo en el extremo suroriental, donde se encuentra el cerro del Hacho. El río Olivenza marca el límite por el sur con Barcarrota. La altitud oscila entre los 654 metros al sureste (Cerro del Hacho) y los 250 metros al norte. El pueblo se alza a 320 metros sobre el nivel del mar. 
| Noroeste: Badajoz | Norte: Badajoz  | Nordeste: Badajoz y Torre de Miguel Sesmero |
| Oeste: Badajoz    |                 | Este: Torre de Miguel Sesmero y Nogales     |
| Suroeste: Badajoz | Sur: Barcarrota | Sureste: Salvaleón                          |

## La conquista americana
En el libro La epopeya de la raza extremeña en Indias, del pbro. emeritense Vicente Navarro del Castillo, figuran 29 habitantes de Almendral que participaron en aquella contienda americana. Sin obviar los territorios mejicanos y centro americanos, la mayoría de los extremeños participaron mayormente en las conquistas de Colombia, Perú y Venezuela.

## Demografía
Almendral cuenta con una población de 1197 habitantes (INE 2024).
| Gráfica de evolución demográfica de Almendral entre 1842 y 2021                                                       |
| |
| Población de derecho según los censos de población del INE. Población de hecho según los censos de población del INE. |

| 1,522                | 1,494 | 1,430 | 1,352 | 1,311 | 1,308 | 1,223 |
| (Fuente: www.ine.es) |       |       |       |       |       |       |

## Patrimonio
Iglesia parroquial católica de San Pedro Apóstol, en la Archidiócesis de Mérida-Badajoz.
Iglesia parroquial Santa María Magdalena,
Ermita Nuestra Señora de Finibus Terrae,
Ermita del Cristo,
Convento de Rocamador,
Cruz de los caídos,
Molino de aceite,
Puente Castillejo,
Fuentes, albercas, etc